# Història de la ciència a Catalunya
La història de la ciència a Catalunya és la història de l'evolució de la ciència a Catalunya.
La ciència i la tècnica han estat sempre presents en la història de tots els pobles. Pel que fa a la cultura catalana, comença a l'època comtal, cap al final del segle ix. Reflexions que comprenen tot allò que hom pensa sobre el món físic i la pràctica de tot el que s'hi considera relacionat.

## Edat mitjana
El que se sap de la Catalunya vella dels segles x i xi es fonamenta en manuscrits llatins de la tradició, en el vell corpus de fonts àrabs, en els artefactes conservats i en l'arqueologia preindustrial; tots llegats majoritàriament anònims. Entre tota aquesta herència, destaquen l'astrolabi carolingi, fet a Barcelona al segle X; les innovacions de la tècnica agrícola, de flux andalusí, i, en general, tota la influència de la ciència àrab a l'occident cristià. Una manera de fer que va arribar a Catalunya a través de la xarxa benedictina i que, després, aniria cap als jueus d'Europa, gràcies a les traduccions hebrees. Tanmateix, entre tota aquesta aportació anònima, cal assenyalar dos noms emblemàtics de la ciència de l'època: el mític monjo Gerbert d'Orlhac, que després esdevindria el papa Silvestre II, i Lupitus Barchinonensis.
I altres noms. Al segle xii, s'ha de subratllar la tasca d'Abraham ibn Ezra i Abraham Bar Hiyya en les traduccions de l'Escola de la vall de l'Ebre, al llatí, a l'hebreu i al català. Entre totes, hi trobem textos de matemàtiques, astronomia, medicina, arts mecàniques i història natural, a més de teologia, mística, poesia i filosofia.

### Segle XIII
Més endavant, al segle xiii, van sorgir les figures més universals del moment: Ramon Llull i Arnau de Vilanova. Aquest últim amb el mèrit de la introducció del galenisme i de la medicina acadèmica a tot Europa. Era el temps de les universitats i l'escolàstica, i estaven en voga l'astrologia i l'alquímia. Tanmateix, l'acme cultural de la baixa edat mitjana el trobem al segle xiv, durant els regnats de Pere el Cerimoniós i els seus fills. La cartografia mallorquina, amb el pinacle d'Abraham Cresques, constitueix una aportació rellevant. Més endavant és quan trobarem el flux àrab en la renovació de les tècniques agrícoles, i també en la mineria, la metal·lúrgia i la ceràmica, sense oblidar l'aportació bereber a l'explotació agrària de la Catalunya nova, Mallorca i València.
Al Renaixement, es va produir la integració de la Corona d'Aragó a la nova monarquia que, amb els Habsburg, va arribar a l'extensió màxima d'un gran imperi. Però la centralització del poder i l'administració afectarien negativament l'àmbit català. La pesta de final del segle xv i la guerra civil van determinar la despoblació i la pobresa al Principat. Malgrat tot, Joan Lluís Vives hi va cimejar com la figura emblemàtica de l'humanisme dins la cultura catalana.
Ja cap al final del segle xv, sorgirà l'invent que havia de marcar un punt d'inflexió en l'evolució del pensament científic: la impremta. Mossèn Posa en va ser un pioner notable a Barcelona durant l'època incunable. L'Aritmètica de Francesc Santcliment serà, allí, la segona que s'imprimirà al món. És també en aquestes dates quan se situa a València la millor universitat de l'època, especialment pel que fa a la medicina, amb Pere d'Olesa i Lluís Collado. Més tard, al segle xvi, Jeroni Munyós va esdevenir l'astrònom més reconegut, malgrat no haver acceptat Copèrnic. Serà també el segle de la cèlebre família Roget, ullerers cultes i experts, que faran també ulleres de llarga vista, a Girona i a Barcelona. Cal esperar, però, fins al segle xvii, per trobar les figures que sobresortiran en les disciplines fisicomatemàtiques, com la de Joan Baptista Coratjà, Baltasar Íñigo i Tomàs Vicent Tosca. I és també quan a València tindrà lloc el moviment dels coneguts com a novatores, ressò de la revolució científica d'Europa.
Al segle xviii, amb la monarquia borbònica, es va assolir un alt nivell científic a les forces armades, un procés en què intervindrien molts homes de l'àrea catalana, com Pere Virgili, Jordi Joan i Manel Giscard, que gaudirien d'una projecció a tot Espanya. Tanmateix, aquesta monarquia també va recolzar un gran creixement institucional al Principat. És el moment en què es creen la Junta de Comerç, l'Escola Nàutica, l'Acadèmia de Ciències i Arts de Barcelona, l'Acadèmia Militar de Matemàtiques i el Col·legi de Cirurgia i Acadèmia Medicopràctica. En aquest últim, es van generar figures importants com Antoni Cibat, Salvà i Campillo, Martí i Franquès, Antoni Gimbernat i d'altres. A banda, també l'aristocràcia i l'alta burgesia comencen a posar un gran interès en la ciència i la tècnica, que s'estendrà, durant el segle següent, a les classes mitjanes i al poble. Una atenció que es trasllueix en l'entrada de la química pneumàtica i, en general, en la institucionalització de l'ensenyament de la química. Serà també un moment d'esplendor per a la botànica catalana, amb la nissaga de la gran família dels Salvador, amb Antoni Capdevila i Gili a València i amb els botànics catalans del Reial Jardí Botànic de Madrid.

## Segle XIX
El context del segle XIX es caracteritza per les grans transformacions socials, les guerres i les epidèmies, però també per la industrialització, maridada amb un gran progrés científic. A Espanya, les guerres i els conflictes se succeiran de forma continuada des de la guerra del Francès fins al segle xx, amb l'esclat de la Guerra Civil espanyola. Pel que fa a Catalunya, des del començament del segle xix, la ciència i la tècnica continuarien a les mans dels vells il·lustrats, en un ambient amarat d'absolutisme, regnes que, després, passaran a les mans d'una nova generació mediocre de funcionaris, un llast que s'arrossegarà durant la resta del segle. És un moment de la història en què també apareixen exiliats, com ara el botànic Mariano Lagasca, entre d'altres, assimilats totalment per França, com Carles de Gimbernat i Mateu Orfila. Posteriorment, vindrà l'època dels savis extraacadèmics, com Narcís Monturiol i Marià Cubí. És el període del carbó i del gas, del ferrocarril i de la navegació a vapor, de la gran indústria química, de l'electrificació i de la mecanització del camp. En fi, el moment de la industrialització, afavorida pel comerç amb Amèrica i els diners dels indians. A més, hi haurà una gran transformació de la sanitat, de la qual el Laboratori Municipal de Barcelona, amb Jaume Ferran, serà exponent. I un altre cop, com just abans de la primera expulsió, els jesuïtes recobraran importància en l'ensenyament i el progrés científic, així com la clerecia secular en tindrà en la nova geologia.
Ja cap a la meitat del segle es restaura la Universitat de Barcelona. Malgrat el caràcter fonamentalment humanista, una de les seves figures centrals arribarà, precisament, de la facultat de Medicina: el doctor Letamendi. El següent pas serà el paper que jugarà l'Acadèmia de Ciències, amb la incorporació de professors de la universitat, arquitectes i enginyers de les noves escoles tècniques, seguida per les de la Junta de Comerç i la de Nàutica. I, és clar, no es pot oblidar que és l'època d'eclosió de l'excursionisme i dels naturalistes i astrònoms amateurs.

## Segle XX
El 1907, Enric Prat de la Riba funda l'Institut d'Estudis Catalans, i el 1914 es promulga a Madrid la Mancomunitat de Catalunya. Són dues referències del moviment catalanista que es proposaran la modernització radical de la recerca científica i de l'ensenyament. Un projecte que, a la Segona República Espanyola, es farà realitat amb la primera Universitat Autònoma, amb la mateixa orientació. El científic professional esdevé una realitat i comença a agafar una identitat definida i assumida per tothom. A banda, un altre aspecte de la recerca científica i tecnològica als Països Catalans del segle XX serà la internacionalització. Caldria afegir-hi la fundació de l'Escola de Comerç i de la seva rèplica al País Valencià, del Museu Martorell, del d'Història Natural i de l'Observatori Fabra a Barcelona. Un procés del qual es podria extreure un reguitzell de noms il·lustres, alguns dels quals de fama internacional.
La Guerra Civil espanyola va suposar una interrupció de tot aquest procés. L'exili intern i extern portaria a una mena de diàspora de científics i tècnics catalans, dels quals, molts, anirien a treballar a diferents països. Progressivament, després de la contesa, es va anar convergint cap a un apropament a un nivell internacionalment presentable, sobretot des de l'etapa posterior al canvi polític fins avui. En l'actualitat, la col·lectivitat científica la constitueix un nombre considerable d'experts competitius i especialitzats, del tipus estàndard que es troba pel món: pocs científics generalitzadors, professors en diversos nivells de l'ensenyament, divulgadors i comunicadors de ciència i tècnica. No cal dir que els centres de recerca s'han multiplicat i que el seu finançament, tant públic com privat, ha anat creixent. Tot i que encara ens trobem en una etapa de desenvolupament.